# Colonne des Mille
 (août 2008).
Si vous disposez d'ouvrages ou d'articles de référence ou si vous connaissez des sites web de qualité traitant du thème abordé ici, merci de compléter l'article en donnant les références utiles à sa vérifiabilité et en les liant à la section « Notes et références ».
La colonne des mille fut une chaîne humaine multinationale organisée annuellement entre 2008 et 2011 en face du mur marocain qui divise le Sahara occidental pour exprimer la solidarité avec la cause sahraouie et protester contre le gouvernement espagnol qui, selon l'opinion des manifestants, a refusé d'aider une ancienne colonie "contre les violations commises par le gouvernement colonial marocain"
La marche fut organisée comme un appel international appuyé par 2500 Espagnols rejoints par des Sahraouis, des Italiens, des Françaises et des Algériens.
La MINURSO, la mission spéciale de l'ONU, a averti les marcheurs des risques d'une telle initiative à cause de la présence de Mines antipersonnel que le Maroc a posées dans ce territoire.